# Вержбицкий, Жан Матвеевич

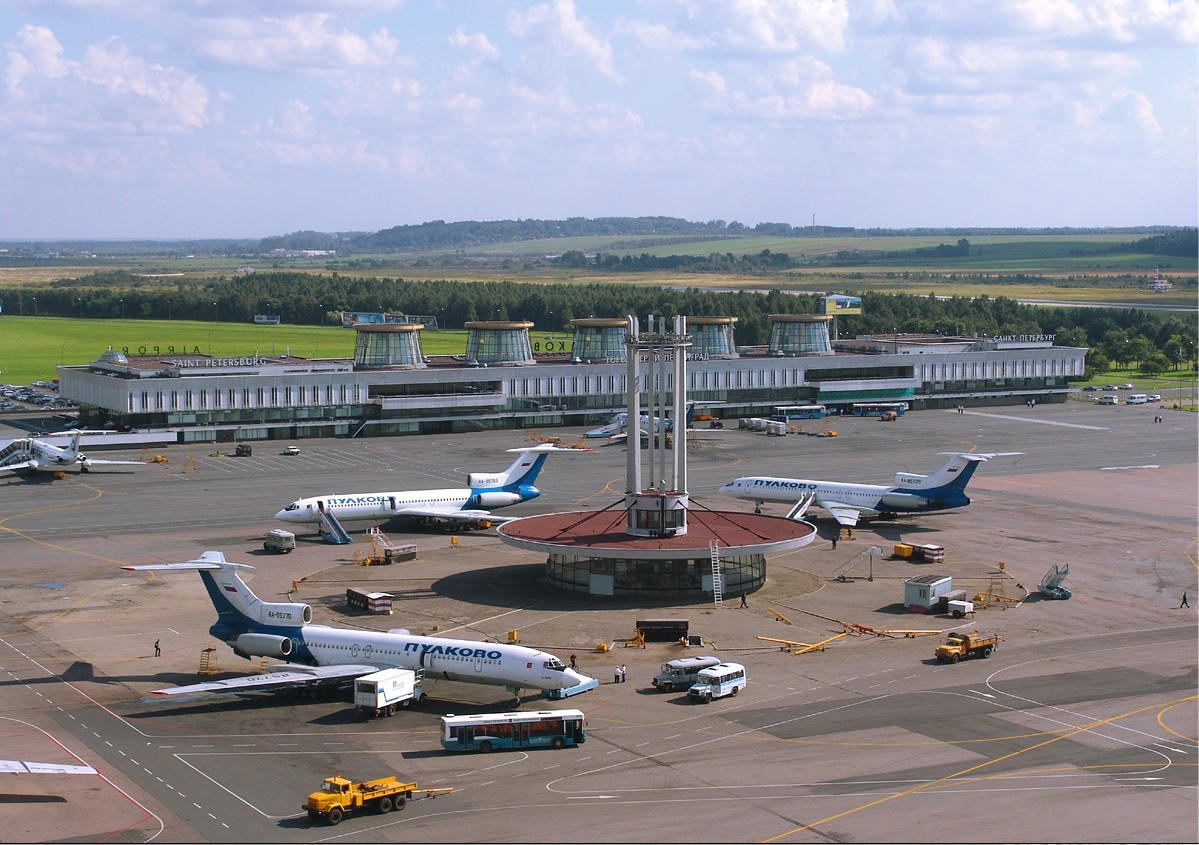
Аэропорт «Пулково»

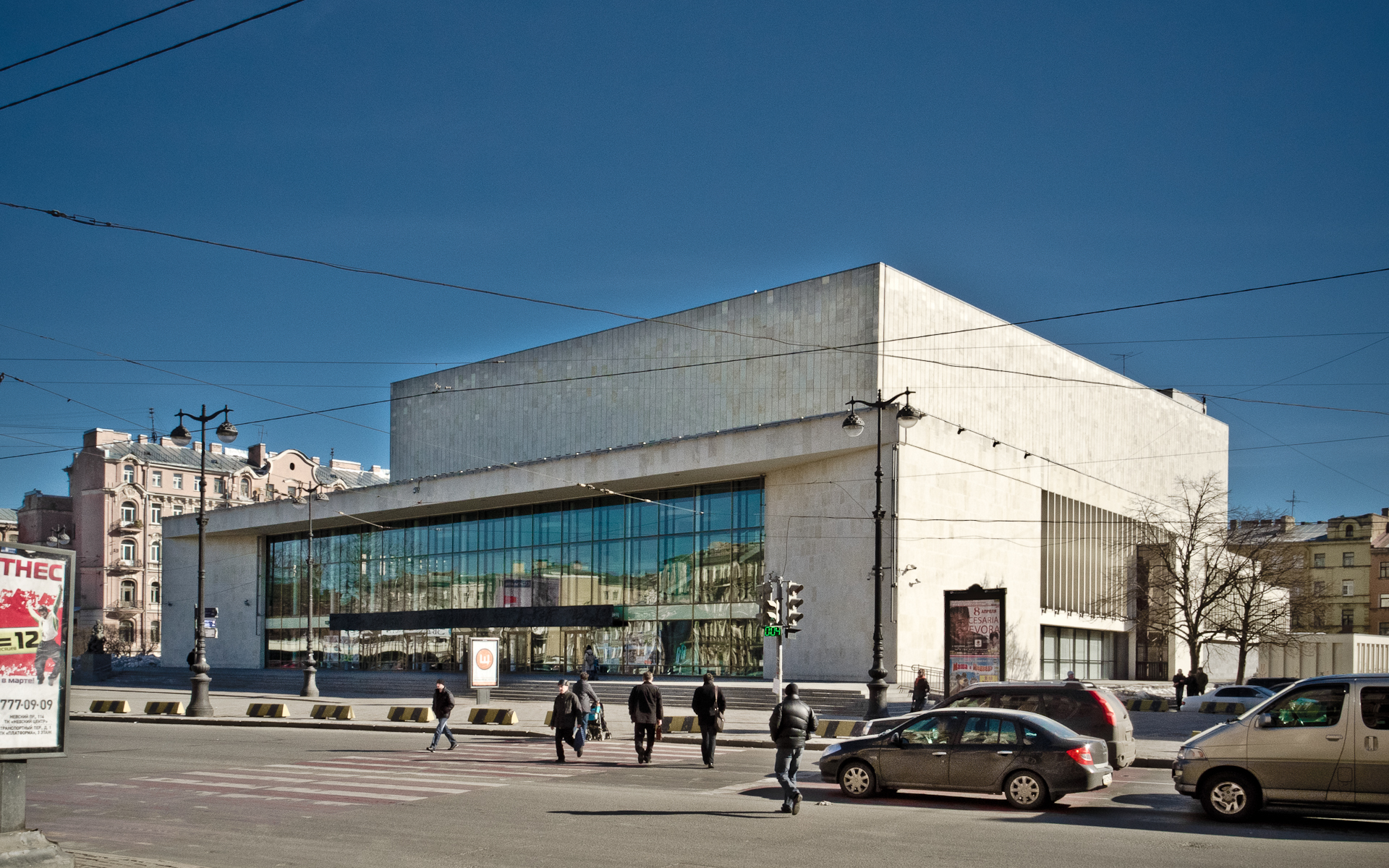
Киноконцертный зал «Октябрьский»

Жан Матвеевич Вержби́цкий (1932—2011) — советский и российский архитектор, педагог, теоретик архитектуры. Член-корреспондент РААСН.

## Биография
Жан Матвеевич Вержбицкий родился 2 февраля 1932 года в Ленинграде, в семье юриста, участника Первой мировой, Гражданской и Великой Отечественной войн Матвея Григорьевича Вержбицкого (1896—1982). Мать — инженер Тороквей Мария Юрьевна (1910—1986). Окончил среднюю школу и поступил на архитектурный факультет ЛИЖСА имени И. Е. Репина, где учился в мастерской академика Е. А. Левинсона. В 1957 году окончил ЛИЖСА имени И. Е .Репина, получив специальность «архитектор-художник».
После окончания института длительное время работал в институте «Ленпроект» в 3-й мастерской под руководством архитектора О. И. Гурьева, а с 1972 года — в составе института руководил мастерской. Основная задача мастерской Ж. М. Вержбицкого в 70-е годы заключалась в проектировании уникальных объектов застройки Ленинграда, в том числе Петроградского района города. С 1975 года Ж. М. Вержбицкий постоянно вёл педагогическую работу. В 1988—2003 годах был проректором ЛИЖСА имени И. Е. Репина по научной работе, с 1975 года — руководителем персональной (учебной) мастерской ЛИЖСА имени И. Е. Репина.
Кандидат архитектуры (1986). Член-корреспондент Международной академии архитектуры в Москве. Награждён дипломом СА СССР (1991), дипломом за лучшую научно-исследовательскую работу в области архитектуры и градостроительства (1989).
в 1980-е—1990-е годах — член Президиума Градостроительного совета Санкт-Петербурга.
Ж. М. Вержбицкий скончался 17 ноября 2011 года в Санкт-Петербурге. Похоронен на Богословском кладбище.

## Проекты и постройки общественных зданий
Автор более 50 крупных реализованных архитектурных проектов в Санкт-Петербурге. Наиболее значительные постройки:
- Ленинградский аэровокзал (Пулково−1) — 1965—1972 (арх. Ж. М. Вержбицкий, А. В. Жук, В. Н. Семеновская, Л. К. Модзалевская, О. А. Угрюмова, Г. М. Вланин). Аэропорт «Пулково-1» — функциональный и композиционный центр большого комплекса воздушно-транспортного узла. После закрытия аэропорта «Ржевка» до открытия нового терминала в 2014 году работал в качестве единственного аэровокзала Санкт-Петербурга. За основу функционального и планировочного решения проекта авторами принято вертикальное зонирование здания, создающее максимальное разделение пассажиропотоков. Ясные взаимосвязи помещений в сочетании с лапидарной отделкой интерьеров дополнены единой световой средой, обеспеченной пятью гигантскими световыми проемами в перекрытии здания. Вержбицкий проектировал, в том числе и интерьерные решения объекта.
- Большой концертный зал «Октябрьский» — 1967 год (арх. В. А. Каменский, Ж. М. Вержбицкий, А. В. Жук, инженеры Е. Б. Галкин, Н. В. Максимов)
- Корпус Петроградской АТС (1972—1975)
- Административное здание на Большой Монетной улице, 17—19 (бывший Петроградский районный комитет КПСС, ныне — Администрация Петроградского района) (1977—1980) (соавторы арх. Л. И. Шимаковский, А. А. Столярчук)
- Дом цветов на Каменноостровском проспекте,7 (1972—1982) (соавторы И. П. Журавлёва, В. А. Мещерин, К. А. Игнатов)
- ДК «Светлана» (1975—1985) спроектированный в виде полупроводникового прибора диода. Пр. Тореза, 118 (соавторы арх. Л. Х. Рабинович, инж. В. А. Купер). Недостроен. Снесен в 2007[4].

## Преподавательская деятельность
- Преподавал в ЛИЖСА имени И. Е. Репина. Доцент, с 1992 года — профессор кафедры архитектуры (ранее-кафедра архитектурного проектирования)
- Руководитель персональной учебной мастерской на факультете архитектуры ЛИЖСА имени И. Е. Репина
- Проректор по научной работе в ЛИЖСА имени И. Е. Репина.

## Награды и премии
- Заслуженный архитектор РСФСР (1990)
- Государственная премия СССР (1974) — за архитектуру аэровокзала «Пулково» в Ленинграде

## Научная деятельность
Опубликовал около 70 научных работ, в том числе: «Принципы свето-пространственной композиции театрально-зрелищных зданий» (1989), «Композиционная целостность новых общественных зданий в историческом городе» (1990), «Архитектурная культура: искусство архитектуры как средство гуманизации строительства» (1998), «Архитектурная культура: искусство архитектуры как средство гуманизации „второй природы“» (2010).